# 大王魷總科
大王魷總科（Architeuthoidea）是管魷目下的一個總科。

## 分類
大王魷總科由兩個不同科的五個屬組成：大王魷科，僅包含著名的大王魷，以及新魷科中各自的4個屬：
大王魷科僅有大王魷屬。
新魷科包括以下属：
- 南極新魷屬 Alluroteuthis Odhner, 1923
- 窄新魷屬 Narrowteuthis R.E.Young & Vecchione, 2005
- 新鱿属 Neoteuthis Naef, 1921
- 南新魷屬 Nototeuthis Nesis & Nikitina, 1986